# Центральна мечеть Сабанджи
Центральна мечеть Сабанджи (тур. Sabancı Merkez Camii) — мечеть, що розташована у районі Ресатбей міста Адана.

## Історія
Фундамент мечеті був закладений 1988 року. Релігійний фонд Туреччини, а також фонд Сабанджі, заснований турецьким мільярдером Сакипом Сабанджі, виділили кошти на створення мечеті. Споруда була завершена в 1998 році. Таким чином, мечеть стала символом міста.
Вважається однією з найбільших мечетей на Балканах та на Близькому Сході, оскільки дає можливість молитися 28 500 особам.

## Архітектура
Центральна мечеть Сабанджи розташована на перетині основних магістралей і автомобільних доріг Адани таким чином високі мінарети видно практично з будь-якої точки міста. Оформлена в класичному османському стилі.
Мечеть розрахована на 28 500 осіб, чотири з шести мінаретів підноситься на 99 метрів від землі, а два інших - на 75. Висота головного купола сягає 54 метрів, а його діаметр - 32 метри.

## Галерея

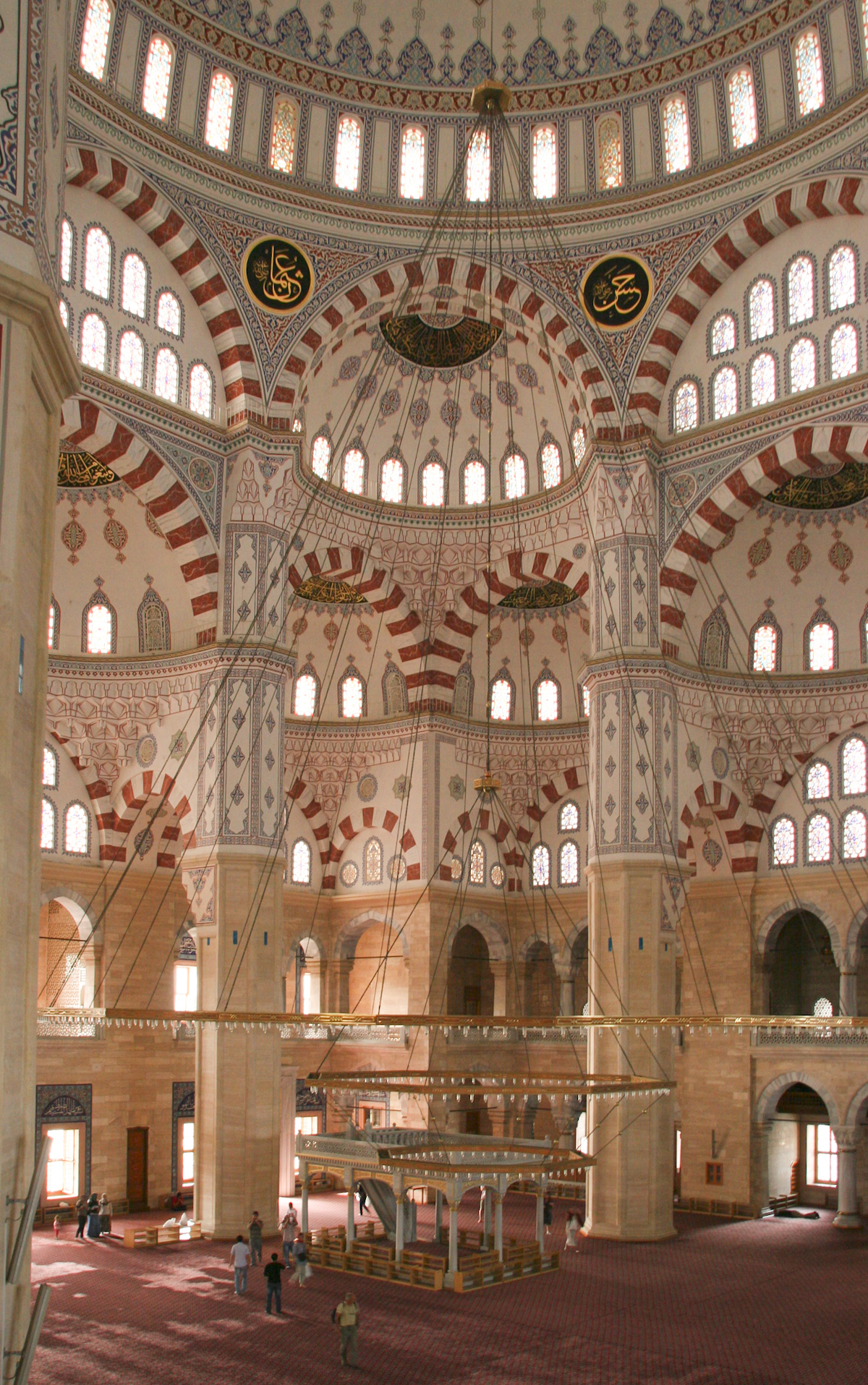
Інтер'єр мечеті
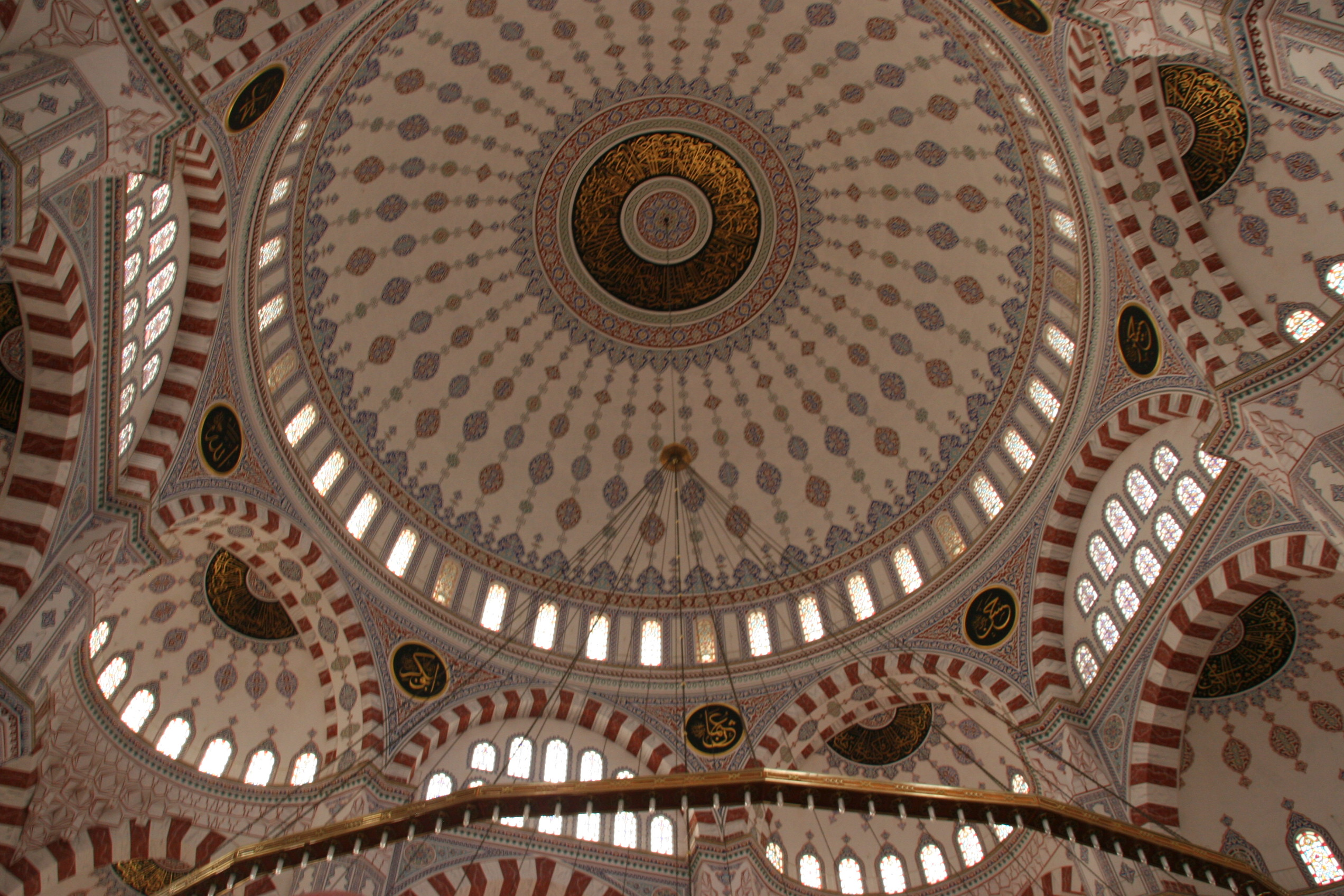
Купол
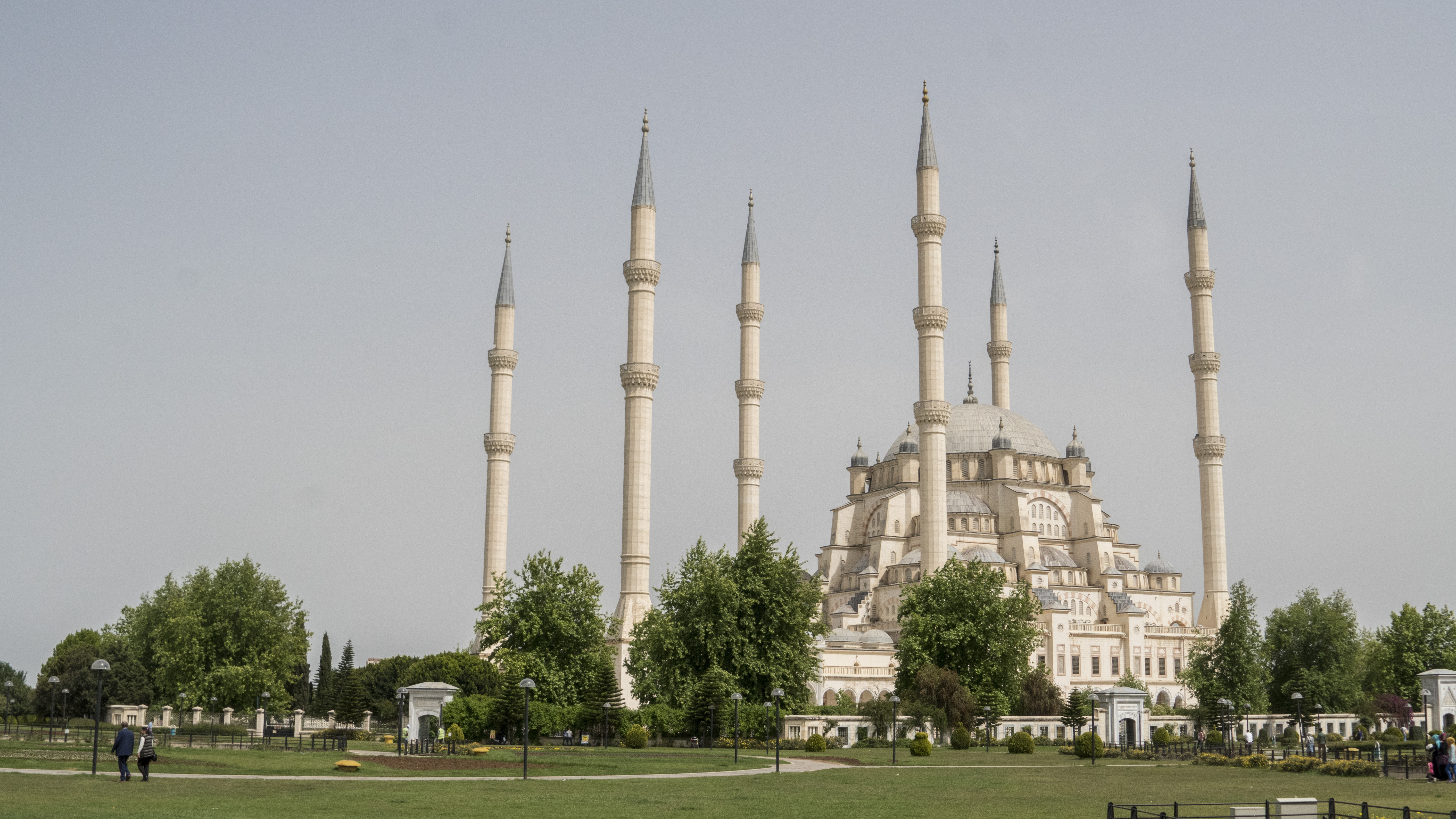
Краєвид
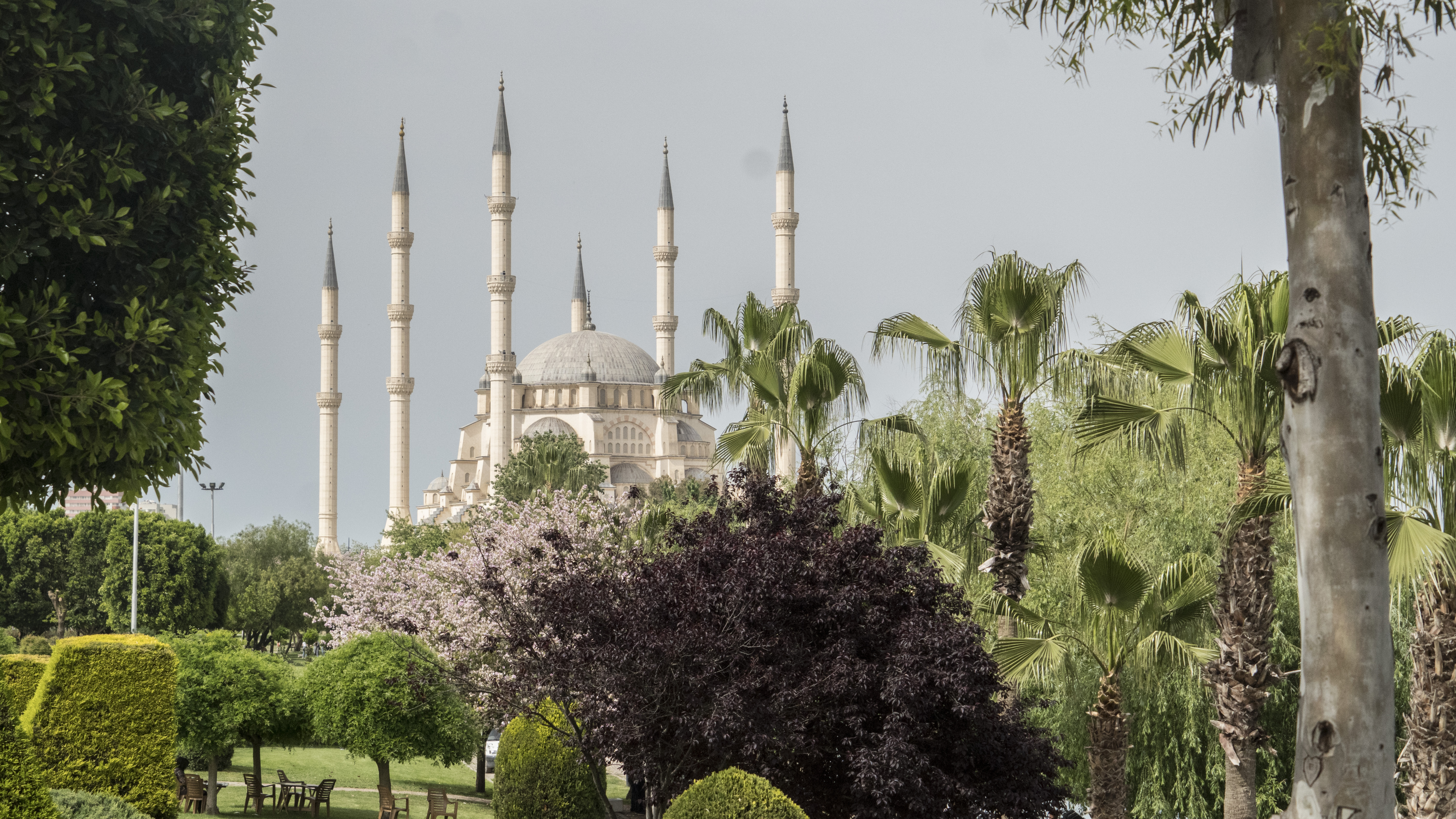
Краєвид